# Mansell Gamage
Mansell Gamage est une paroisse civile et un village du Herefordshire, en Angleterre.